# Ikki Twins
Ikki Twins (em português, Gêmeas Ikki) é o nome artístico utilizado pelas modelos gêmeas idênticas Erica "Rikki" Mongeon e Victoria "Vikki" Mongeon (Pensilvânia, 18 de fevereiro de 1981), que são mais conhecidas como as estrelas do reality show de namoro da MTV, A Double Shot at Love.

## Biografia
As gêmeas nasceram na Pensilvânia e atualmente residem no sul da Califórnia e ambas afirmaram ser bissexuais.

## Carreira

### Modelo
As gêmeas começaram sua carreira trabalhando como garçonetes em um restaurante local chamado Hooters, e depois foram apresentadas em calendários Hooters. Elas ganharam reconhecimento quando, foram convidados para serem modelos em um site da motocicleta. As gêmeas apareceram em várias revistas, incluindo Import Tuner, Performance Auto and Sound, Fast and Sexy e Playboy. Elas também posaram para calendários incluindo Umbrella Girls USA, Sexy Corvettes e Playboy's Leather Catalog. As gêmeas também trabalharam como modelos de passarela para a Playboy, assim como para a Playboy Cyber Girls, e ganharam o título de Super Cyber Girl. A Import Tuner votaram nas duas gêmeas para o Top 25 Hottest Girls of All Time. 

### Televisão
As gêmeas estrelaram em um reality show, que se baseou em um outro reality show chamado A Shot at Love estrelado por Tila Tequila, porém pelo fato de serem gêmeas o programa se chamou A Double Shot at Love. O programa apresentava 12 homens e 12 mulheres que "lutavam" o "amor" das gêmeas. As gêmeas serviram como co-anfitriães em programas como Steve Harvey's Big Time Television Show e o programa de Criss Angel.